# Sinostrangalis simianshana
Sinostrangalis simianshana är en skalbaggsart som beskrevs av Chen och Fernando Chiang 2000. Sinostrangalis simianshana ingår i släktet Sinostrangalis och familjen långhorningar. Inga underarter finns listade i Catalogue of Life.